# 蒙特諾特戰役
蒙特诺特战役是第一次反法同盟中在義大利戰場的一系列軍事行動。始於1796年4月10日的沃爾特里之戰，於4月28日的凯拉斯科條約结束。拿破仑·波拿巴領導的法軍将米開朗基羅·亞歷山德羅·科利-馬爾基领导薩丁尼亞王國军队与约翰·彼得·博利厄领导的神聖羅馬帝國軍隊隔開，並分而擊敗，迫使撒丁岛退出了第一次反法同盟。
1796年春天，波拿巴计划对撒丁岛和哈布斯堡王朝的联合军队发动进攻。然而，哈布斯堡军队先行进攻，在热那亚附近的沃爾特里之戰進攻法軍右翼。波拿巴決定開啟反擊，直攻敌人阵地的中心，將雙方軍隊分離，並在蒙特诺特之戰中击败奥地利人，这位崭露头角的军事天才将軍隊進軍至薩丁尼亞軍的西部和奥地利軍向东北。在米萊西莫之戰对薩丁尼亞軍隊的胜利和在第二次代戈之戰对奥地利軍隊的胜利讓他們的指揮鏈發生破裂。在切瓦之戰后，法軍留下一个师與奧軍對峙，轉而向皮埃蒙特西部進軍。法軍在蒙多維之戰击败撒丁岛一周后，撒丁岛政府签署了停战协议并退出第一次反法同盟。在两周半的时间里，拿破崙成功迫使法國的一個敵手退出戰爭，使得他在北義大利的對手僅剩下哈布斯堡君主國殘破的部隊。

## 註腳
1. ↑  Chandler (1966), p. 54
2. 1 2  Chandler (1966), p. 76
3. 1 2  Smith, Digby. . London: Greenhill. 1998: 111. ISBN 1-85367-276-9.  Smith stated that there were 10,000 Austrians and 3,500 French. Boycott-Brown's numbers are used here.
4. ↑  Chandler (1966), p. 77